# Concurrencia (urbanización)

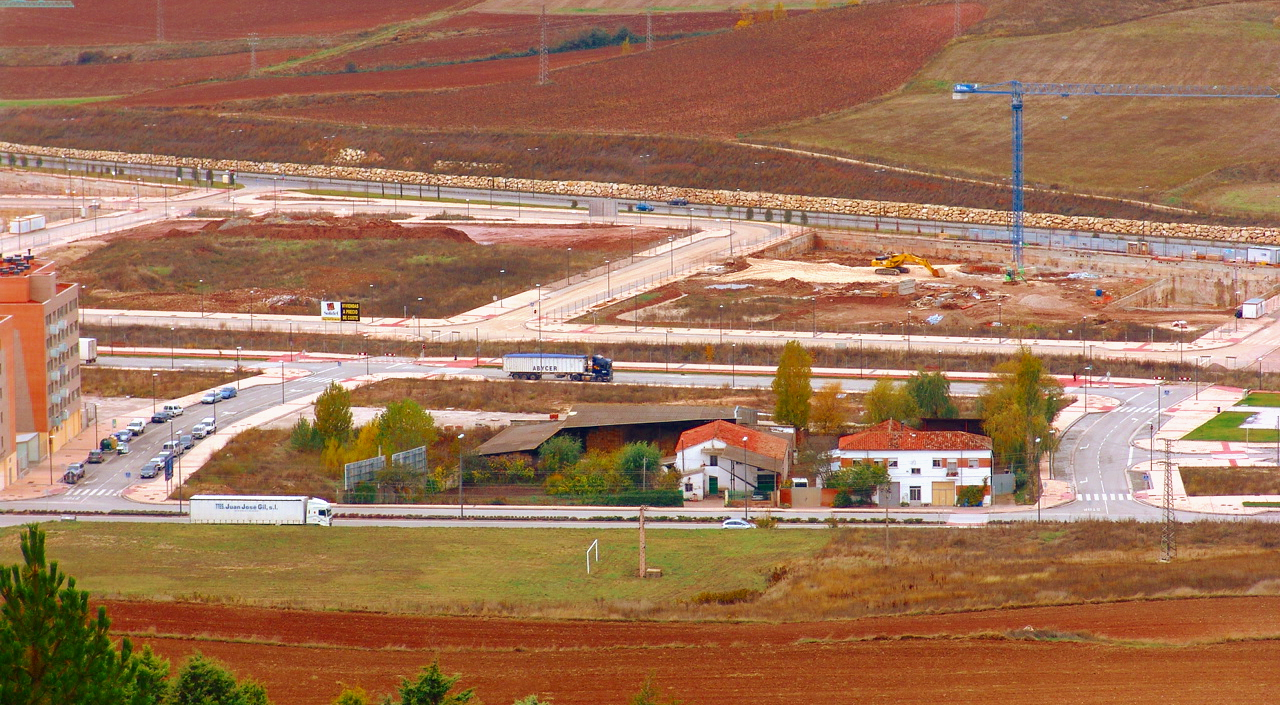
sector S-8 del Plan General de Ordenación Urbana de Burgos desarrollado por este sistema.

La gestión de las actuaciones integradas varía según el sistema de actuación elegido, en el sistema de concurrencia, está habilitado para asumir la condición de urbanizador, una persona física o jurídica seleccionada mediante concurso por el Ayuntamiento, que será retribuida por los propietarios en efectivo o en terrenos urbanizados.

## Características
Esta distinta condición del urbanizador es la que justifica las diferencias entre sistemas en cuanto a formulación de propuestas, contenido y aprobación del Proyecto de Actuación caracteriza este sistema
Pero más allá de las diferencias, se insiste en la unidad del procedimiento de gestión integrada: en todo caso, la aprobación del planeamiento que establezca la ordenación detallada de la unidad de actuación habilita la presentación de iniciativas para la elección del sistema y del urbanizador, en forma de Proyecto de Actuación. La aprobación del Proyecto produce como efecto la elección del sistema y otorga la condición de urbanizador a quién se proponga en el mismo. 
La gestión se culmina con la transmisión al Municipio de los terrenos de cesión, subrogación de las fincas de origen por las parcelas resultantes y afección de las parcelas adjudicadas al pago de los gastos de urbanización.

## Propuesta del Sistema
La propuesta para desarrollar una actuación integrada por el sistema de concurrencia puede realizarse bien por el Ayuntamiento, en caso de manifiesta inactividad de la iniciativa privada, necesidad de viviendas con protección pública, o por cualquier persona física o jurídica que, sea o no titular de bienes o derechos sobre la unidad de actuación, tenga capacidad de obrar y no esté incursa en las prohibiciones para contratar citadas en la legislación sobre contratación administrativa. 
Tanto el propio Ayuntamiento como esta persona debe presentar el Proyecto de Actuación para su tramitación municipal, que puede tramitarse simultáneamente con el instrumento que establezca la ordenación detallada.

## Concurso para la selección del urbanizador
Antes de la aprobación inicial el Ayuntamiento, comprobado que el Proyecto reúne los requisitos exigidos, debe elaborar un pliego de cláusulas administrativas para regir el concurso de selección del urbanizador. Este pliego debe contener criterios de adjudicación objetivos y ponderados, vinculados a las condiciones económicas y de colaboración de los propietarios y a la idoneidad de las obras de urbanización y demás contenidos del Proyecto, tales como:
- Disponibilidad de los terrenos por haber formalizado acuerdos con propietarios.
- Calidad de la urbanización.
- Garantía de urbanización.
- Distribución de los gastos de urbanización.
- Retribución del urbanizador.
- Plazos para la ejecución de la actuación.
- Construcción de viviendas con protección pública.
- Ejecución de dotaciones urbanísticas.
- Afección de inmuebles a fines sociales.

De forma conjunta el órgano municipal competente debe acordar la aprobación del pliego, la convocatoria del concurso, así como la aprobación inicial del Proyecto de Actuación y la apertura de un período de información pública.
Durante el período de información pública pueden presentarse alegaciones y sugerencias  por cualquier interesado; proposiciones jurídico-económicas para la ejecución de la actuación, que también pueden ser alternativas,   por quienes pretendan optar a la condición de urbanizador con un Proyecto diferente del aprobado inicialmente.
El órgano municipal competente debe optar entre: No aprobar ninguno  o bien aprobar  uno de los Proyectos de Actuación presentados, introduciendo los cambios que procedan. En este segundo caso también debe resolver la adjudicación del concurso, que puede quedar    desierto, lo que posibilitaría  convocar un nuevo concurso sobre el Proyecto de Actuación aprobado.
Cuando no resulte adjudicatario del concurso quien hubiera presentado la propuesta que motivó su convocatoria, el Ayuntamiento debe garantizar el reembolso de los gastos acreditados de elaboración de dicha propuesta, sin perjuicio de su reclamación a quien resultara adjudicatario.
Una vez constituíada la garantía debe formalizase un contrato administrativo que recoja las potestades, compromisos y obligaciones de ambas partes.

## Participación de los propietarios
Participan cooperando con el urbanizador mediante cualesquiera formas libremente pactadas con el mismo, tales como:
- Constitución de una Asociación de Propietarios con carácter de entidad urbanística colaboradora.[4]
- Suscripción de acciones de una sociedad mercantil constituida por el urbanizador[5]

Cualquiera que sea su forma de participación en la actuación, los propietarios tienen los siguientes derechos: 
- Recibir, tras la ejecución de la actuación, solares a cambio de sus fincas originales, en proporción al aprovechamiento que les corresponda, descontada la retribución del urbanizador.
- Recabar información.[6]
- Presentar sugerencias
- Exigir del urbanizador la correcta ejecución de la actuación y al Ayuntamiento la efectiva tutela de la misma.
- Manifestar discrepancias respecto de los gastos de urbanización.[7]

## Retribución del urbanizador
Una vez ejecutada la actuación, los propietarios reciben los solares  y como contraprestación deben retribuir al urbanizador en efectivo o en solares, conforme a lo previsto en el Proyecto de Actuación. 
La retribución al urbanizador en efectivo puede satisfacerse tanto mediante cánones de urbanización o  como también mediante cuotas de urbanización.
La retribución mediante solares debe concretarse en la reparcelación Una vez aprobado el protecto, las fincas destinadas a retribuir al urbanizador quedan afectas a tal fin, como carga real por importe cautelar estipulado en la cuenta de liquidación provisional para cada propietario. 
Aun así, los propietarios pueden optar por retribuirle en efectivo, manifestando su intención y acompañando la garantía necesaria para asegurar dicha retribución,. Esta garantía debe ser proporcional a la  prestada por el urbanizador con relación al aprovechamiento que corresponda a cada propietario. Además el propietario de asumir el resto de compromisos que el urbanizador hubiera contraído en relación con el destino de los solares que habría de percibir.